# Schloss Bernstein

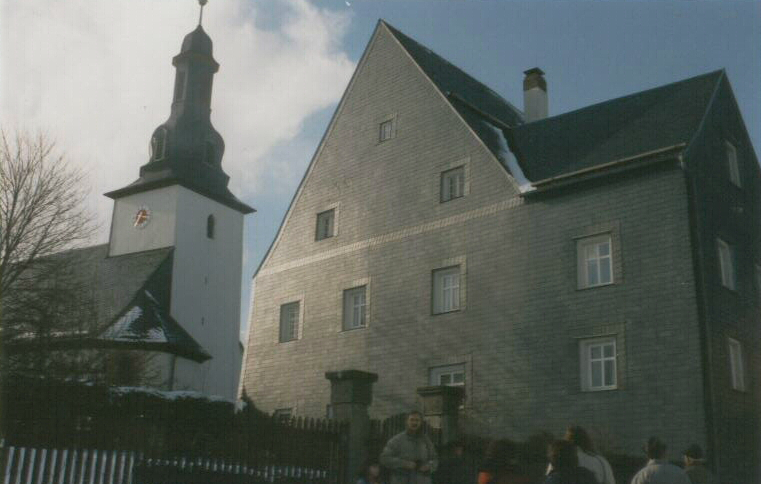
Schloss Bernstein und Kirche

Ehemaliges Wappen von Bernstein mit Wappenelementen in Erinnerung an die von Rorer und von Sparneck

Schloss Bernstein ist eine Schlossanlage in Bernstein, einem Gemeindeteil von Wunsiedel.

## Geschichte
Das Schloss wurde um 1200 erbaut. Zu den Besitzern zählte die Familie von Rorer, 1360 belegt mit Peter Rorer. 1613 kauften die von Sparneck den Ansitz. Nachdem sie sich im Dreißigjährigen Krieg innerhalb der Stadtmauern von Wunsiedel in Sicherheit gebracht hatten, bauten sie 1648 Bernstein weiter aus. Das Schloss war Senioratslehen der Familie von Sparneck, das sie wie auch Schloss Dörflas bis zu ihrem Aussterben 1744 behielt. Elisabeth Jäger hat sich in der Erforschung der Sparnecker Reichslehen verdient gemacht. Zum Besitz des Schlosses gehörte auch das Recht des Kirchenpatronats. In der Kirche befinden sich drei Epitaphien der Familie von Sparneck, ein Kindergrabstein konnte bislang nicht eindeutig zugeordnet werden. Erbe der Sparnecker war die Familie von Reitzenstein. Das Schloss ist eines von neun Baudenkmälern im Ort.